# يو إف سي في 1996
كان عام 1996 هو العام الرابع في تاريخ بطولة القتال النهائي يو إف سي وهي عبارة عن ترويج لفنون القتال المختلطة مقره الولايات المتحدة. في عام 1996، عقدت يو إف سي 5 أحداث بدءاً من يو إف سي 8: ديفيد ضد جالوت.

## قائمة الأحداث
| #   | الحدث                       | التاريخ        | المكان                 | الموقع                              | الحضور |
| --- | --------------------------- | -------------- | ---------------------- | ----------------------------------- | ------ |
| 013 | يو إف سي: النهائي المطلق 2  | 7 ديسمبر 1996  | فير بارك أرينا         | برمنغهام، ألاباما، الولايات المتحدة | 6٬000  |
| 012 | يو إف سي 11: أرضية الإثبات  | 20 سبتمبر 1996 | مركز أوغوستا سيفيك     | أوغوستا، جورجيا، الولايات المتحدة   | 4٬500  |
| 011 | يو إف سي 10: المنافسة       | 12 يوليو 1996  | فير بارك أرينا         | برمنغهام، ألاباما، الولايات المتحدة | 4٬300  |
| 010 | يو إف سي 9: جنون موتور سيتي | 17 مايو 1996   | كوبو أرينا             | ديترويت، ميشيغان، الولايات المتحدة  | 10٬000 |
| 009 | يو إف سي 8: ديفيد ضد جالوت  | 16 فبراير 1996 | كوليسيو روبين رودريغيز | بايامو، بورتوريكو                   | 13٬000 |